# Drei Gleichen (comună)
Drei Gleichen este o comună cu 5.370 loc. din districtul Gotha, Turingia, Germania. El este situat între orașele Erfurt, Gotha și Arnstadt. Comuna a fost numită după cetatea Drei Gleichen care se află în apropiere.

## Localități
- Cobstädt
- Grabsleben
- Großrettbach
- Mühlberg
- Seebergen
- Wandersleben